# Grettis saga
La Grettis saga est une œuvre littéraire médiévale. Elle fait partie des sagas des Islandais et raconte la vie de Grettir Ásmundarson, un guerrier islandais devenu hors-la-loi.